# 呉郡
呉郡（ご-ぐん）は、中国にかつて存在した郡。後漢から唐代にかけて、現在の江蘇省と浙江省にまたがる地域に設置された。

## 概要
129年（永建4年）、会稽郡を分割して呉郡が置かれた。後漢の呉郡は揚州に属し、呉・海塩・烏程・余杭・毗陵・丹徒・曲阿・由拳・安・富春・陽羡・無錫・婁の13県を管轄した。
晋のとき、呉郡は呉・嘉興・海塩・塩官・銭唐・富陽・桐廬・建徳・寿昌・海虞・婁の11県を管轄した。
南朝宋のとき、呉郡は呉・婁・嘉興・海虞・海塩・塩官・銭唐・富陽・新城・建徳・桐廬・寿昌の12県を管轄した。
南朝斉のとき、呉郡は呉・婁・海虞・嘉興・海塩・銭唐・富陽・塩官・新城・建徳・寿昌・桐廬の12県を管轄した。
南朝陳のとき、呉州が置かれて、呉郡は呉州に属した。
589年（開皇9年）、隋が南朝陳を滅ぼすと、呉郡は廃止されて、蘇州に編入された。605年（大業元年）、蘇州は呉州と改称された。607年（大業3年）に州が廃止されて郡が置かれると、呉州は呉郡と改称された。呉郡は呉・崑山・常熟・烏程・長城の5県を管轄した。
621年（武徳4年）、唐が李子通を平定すると、呉郡は蘇州と改められた。742年（天宝元年）、蘇州は呉郡と改称された。758年（乾元元年）、呉郡は蘇州と改称され、呉郡の呼称は姿を消した。